# Роджър Коутс
Роджър Коутс (на английски: Roger Cotes) е английски математик.
Роден е на 10 юли 1682 година в Бърбидж, Лестършър, в семейството на местния свещеник. През 1702 година получава бакалавърска, а през 1706 година и магистърска степен в Кеймбриджкия университет, където преподава от 1707 година. Той е близък сътрудник на Исак Нютон, като редактира второто издание на фундаменталния му труд „Математически начала на натурфилософията“ и участва в извеждането на формулите на Нютон – Коутс. Работи в областта на математическия анализ, теорията на логаритмите и пръв описва кривата, наричана жезъл на Коутс.
Роджър Коутс умира на 5 юни 1716 година в Кеймбридж.